# Diez (ville)
Pour les articles homonymes, voir Diez.
Diez (ou Dietz) est une ville allemande d'environ 11 000 habitants située dans la Rhénanie-Palatinat. La ville se trouve au nord des montagnes Taunus, au bord de la Lahn. Diez est également le chef-lieu de la Verbandsgemeinde Diez.

## Histoire
| Appartenances historiques Comté de Dietz 1073-1386 Comté de Nassau-Dillenbourg 1386-1420 Comté de Nassau-Dillenbourg/ Seigneurie d'Eppstein 1420-1453 Comté de Nassau-Dillenbourg/ Comté de Katzenelnbogen 1453-1479 Comté de Nassau-Dillenbourg/ Landgraviat de Haute-Hesse 1479-1500 Comté de Nassau-Dillenbourg/ Landgraviat de Hesse 1500-1530 Comté de Nassau-Dillenbourg 1530-1606 Nassau-Dietz 1606-1702 Principauté d'Orange-Nassau 1702-1806 Duché de Nassau 1806-1866 Royaume de Prusse (Province de Hesse-Nassau) 1866-1918 République de Weimar 1918-1933 Reich allemand 1933-1945 Allemagne occupée 1945-1949 Allemagne 1949-présent |

## Personnalités liées à la commune
- August Friedrich Adrian Diel (1756-1839) médecin et l'un des fondateurs de la pomologie. En 1925, la ville de Diez nomma une route nouvellement créée Dielstraße.
- Roman Weidenfeller (1980 - ) joueur de football allemand

## Liens externes

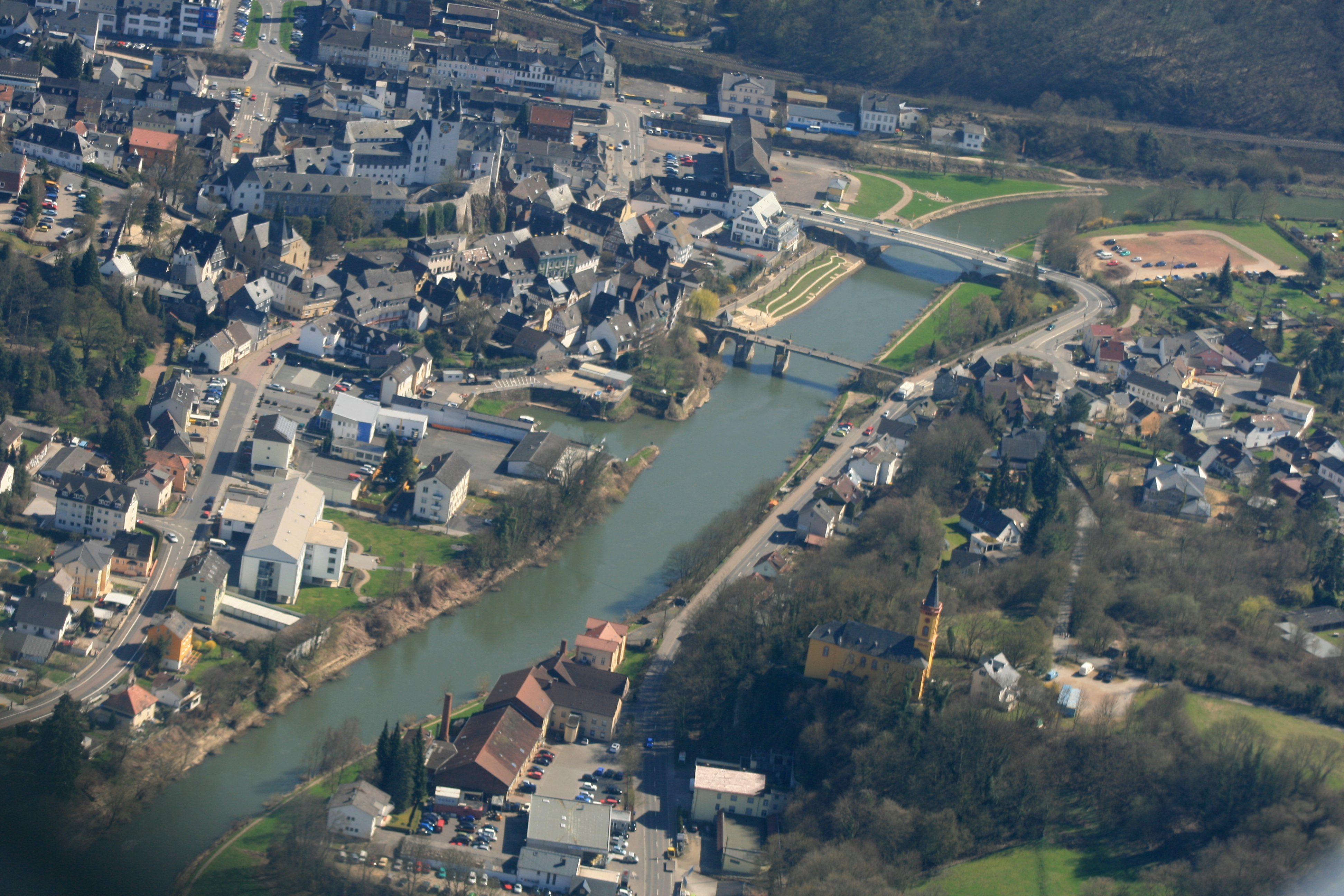
Quartier historique de la ville avec le vieux et le nouveau pont Lahn